# Referéndum sobre la soberanía de las Islas Malvinas de 1986
El referéndum sobre la soberanía de las Islas Malvinas de 1986 fue un plebiscito no oficial que se llevó a cabo en las Islas Malvinas el 2 de abril de 1986 para indagar sobre el estatus político de las islas. El resultado fue de 96% a favor de continuar la soberanía británica, con un 88% de los votantes registrados que participaron.
El referéndum se llevó a cabo a través de un cuestionario enviado por la Asociación de las Islas Malvinas y el Instituto Marplan a todos los votantes registrados en las islas. Los resultados de dicha "encuesta sobre la soberanía de las islas" fueron difundidos por el Marplan, el 2 de abril.

## Resultados
| Opción                             | Votos | %     |
| ---------------------------------- | ----- | ----- |
| Soberanía británica                | 869   | 96.45 |
| Independencia                      | 15    | 1.66  |
| Soberanía argentina                | 3     | 0.33  |
| Fideicomiso de Naciones Unidas     | 3     | 0.33  |
| Otros                              | 11    | 1.22  |
| Votos inválidos o en blanco        | 11    | –     |
| Total                              | 911   | 100   |
| Votantes registrados/participación | 1,033 | 88.19 |
| Fuente: Direct Democracy           |       |       |